# Morebilus flinders
Morebilus flinders is een spinnensoort uit de familie Trochanteriidae. De soort komt voor in Zuid-Australië en Victoria.